# پامپیس پیلار (مونتانا)
پامپیس پیلار (به انگلیسی: Pompey's Pillar) یک منطقهٔ مسکونی در ایالات متحده آمریکا است که در شهرستان یلوواستون، مونتانا واقع شده‌است. پامپیس پیلار ۲۷۲ نفر جمعیت دارد و ۸۷۶٫۰۱ متر بالاتر از سطح دریا واقع شده‌است.